# Opius euryteniformis
Opius euryteniformis är en stekelart som beskrevs av Fischer 1963. Opius euryteniformis ingår i släktet Opius och familjen bracksteklar. Inga underarter finns listade i Catalogue of Life.